# أندرو كوربيت
أندرو كوربيت (بالإنجليزية: Andrew Corbett)‏ (20 فبراير 1982 في المملكة المتحدة - ) هو لاعب كرة قدم بريطاني في مركز الدفاع. لعب مع نادي بيرتن ألبيون ونادي هيرفورد ونادي كيدرمينستر هاريرز لكرة القدم ونونيتون بورو ‏ ونادي سوليهول لكرة القدم.

## وصلات خارجية
- أندرو كوربيت على موقع قاعدة بيانات كرة القدم.إي يو (الإنجليزية)
- أندرو كوربيت على موقع Soccerbase.com (لاعب) (الإنجليزية)